# Серхио Бускетс
Серхио Бускетс Бургос (на испански: Sergio Busquets Burgos) е испански професионален футболист, дефанзивен полузащитник. Играе за Интер Маями. Висок е 189 сантиметра и тежи 73 килограма. Серхио е син на бившия вратар на „каталунците“ Карлес Бускетс, който е пазил за Барселона през 90-те години на XX век.
Бускетс се присъединява към младежките формации на Барселона през сезон 2006/2007, като играе при юношите категория „А“ (26 мача и 7 гола). През следващата година той е привлечен във втория тим от Хосеп Гуардиола. С 23 мача и 2 попадения халфът помага на отбора си да се изкачи в третото ниво на испаснкия футбол. Печели Шампионската лига през 2009, 2011 и 2015 г.

## Успехи
Барселона
- Примера дивисион (9): 2008/09, 2009/10, 2010/11, 2012/13, 2014/15, 2015/16, 2017/18, 2018/19, 2022/23
- Купа на краля (7): 2008/09, 2011/12, 2014/15, 2015/16, 2016/17, 2017/18, 2020/21
- Шампионска лига (3): 2008/09, 2010/11, 2014/15
- Суперкупа на Испания (7): 2009, 2010, 2011, 2013, 2016, 2018, 2023
- Суперкупа на УЕФА (3): 2009, 2011, 2015
- Световно клубно първенство на ФИФА (3): 2009, 2011, 2015

 Интер Маями
- Лийгс къп (1): 2023
- Съпортърс шийлд (1): 2024